# 오시노촌
오시노촌(일본어: 忍野村)은 일본 야마나시현 미나미쓰루군의 촌이다.
현 남동쪽, 군 북부의 후지산 기슭에 위치하며 유명한 연못인 오시노핫카이(용수, 천연기념물·이름난 물 100선)가 있다. 오시노촌에서 보는 후지산은 "오시노후지"(忍野富士)로 유명하다. 전후에는 담수어 양식과 관광업이 진흥되어 후지 5호 지방에 포함되는 풍부한 자연 자원을 살려 많은 관광객을 유치하고 있다. 1972년에 유치된 파낙 주식회사 본사가 있으며 인접하는 야마나카코촌에 걸쳐 있는 "산중의 하리모미 순림"은 일본의 천연기념물로 지정되어 있다.

## 지리
야마나시현 남동부 및 미나미쓰루군 북부의 후지산 기슭에 위치하고 있으며, 명수로 알려진 오시노핫카이(약수, 천연기념물·명수 100선)가 있다. 오시노촌에서 보는 후지산은 '오시노후지'라고 불린다.

## 역사
- 1889년 7월 1일 - 정촌제 시행으로 오시노촌, 나카노촌이 합병해 형성되었다.

## 행정
- 촌장: 아마노 다키오 (天野 多喜雄)

## 인구
| 연도 | 인구  | ±%     |
| ---- | ----- | ------ |
| 1940 | 3,284 | —      |
| 1950 | 4,590 | +39.8% |
| 1960 | 5,034 | +9.7%  |
| 1970 | 5,689 | +13.0% |
| 1980 | 6,077 | +6.8%  |
| 1990 | 7,968 | +31.1% |
| 2000 | 8,367 | +5.0%  |
| 2010 | 8,656 | +3.5%  |

## 교통

### 철도
철도 노선은 없다. 가장 가까운 역은 후지산로쿠 전기철도 후지 급행선 후지산역이다.

### 도로
고속도로나 자동차 전용도로는 다니지 않는다. 다만 오시노촌과 가까운 곳에 히가시후지고코 도로의 후지요시다 시노 스마트 IC(후지요시다시)와 야마나카코 IC(야마나카코촌)가 있다.
현도
- 야마나시현도 715호 후지요시다 야마나카코 자전거도선
- 야마나시현도 717호 야마나카코 오시노 후지요시다선